# Chalara austriaca
Chalara austriaca är en svampart som först beskrevs av François Fautrey och Lambotte och som fick sitt nu gällande namn av Nag Raj & W.B. Kendr. 1975. 
Chalara austriaca ingår i släktet Chalara, divisionen sporsäcksvampar och riket svampar. Inga underarter finns listade i Catalogue of Life.